# Ezékiel
Az Ezékiel héber eredetű férfinév, jelentése: Isten teszi erőssé a gyermeket.

## Gyakorisága
Az 1990-es években szórványos név, a 2000-es években nem szerepel a 100 leggyakoribb férfinév között.

## Névnapok
- április 10.[2]
- április 19.[2]

## Híres Ezékielek, Ezékiások
- Ezékiel próféta
- Vecsei László Ezékiel, festőművész, az Andy Warhol Társaság tagja
- Baneth Ezékiel, rabbi (Óbuda, 1773 – Nyitra, 1854)